# Hermann von Wissmann

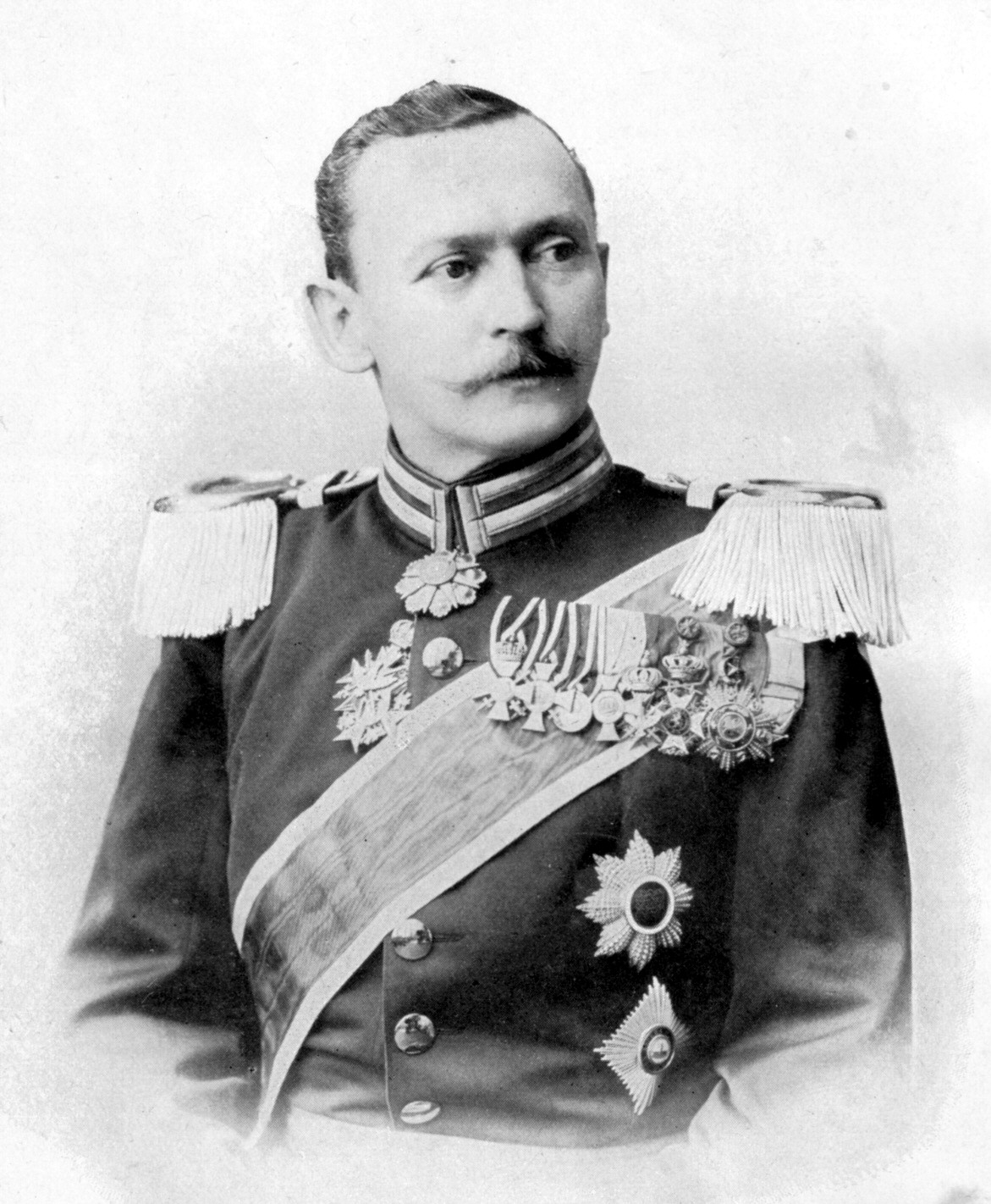
Hermann von Wissmann

Hermann Wilhelm Leopold Ludwig Wissmann, seit 1890 von Wissmann (* 4. September 1853 in Frankfurt (Oder); † 15. Juni 1905 in Weißenbach bei Liezen, Steiermark) war ein deutscher Abenteurer, Afrikaforscher, Offizier und Kolonialbeamter.
1880 durchquerte er im Auftrag der „Deutschen Gesellschaft zur Erforschung Äquatorial-Afrikas“ Afrika von Angola bis zur Ostküste. Danach folgten Aufträge des belgischen Königs Leopold II zu Expeditionen in Zentralafrika. 1888 verlieh ihm die deutsche kaiserliche Regierung den Titel Reichskommissar und den Auftrag, eine Privatarmee aufzustellen, um den Widerstand der ostafrikanischen Küstenbevölkerung gegen die Deutsche Ostafrika-Gesellschaft (DOAG) niederzuschlagen, den er bis 1890 erfüllte. 1892 leitete er eine privat organisierte Expedition. Vom 26. April 1895 bis 3. Dezember 1896 war er Gouverneur von Deutsch-Ostafrika. Das Regiment der staatlichen „Schutztruppe“ wurde ihm nicht übertragen.

## Frühe Jahre

Wissmann-Portal (1925) mit Afrika-Motiven im Geburtsort Frankfurt (Oder)

Hermann wurde als Sohn des Regierungsrats Hermann Ludwig Wissmann (1820–1869) und dessen Ehefrau Elise, geborene Schach von Wittenau (1829–1910), in Frankfurt an der Oder geboren. Bereits vor ihm waren einzelne Mitglieder der Familie Wißmann in den preußischen Adel aufgestiegen. Er selbst wurde 1890 vor der Beförderung zum Major in den erblichen preußischen Adelsstand erhoben.
Wissmann verbrachte den Großteil seiner Jugend in Thüringen (Langensalza und Erfurt). Nach dem Besuch des Erfurter Ratsgymnasiums trat er 1871 in das Kadettenhaus in Berlin ein und legte im Folgejahr die Fähnrichsprüfung ab. Am 28. April 1872 trat er als Portepeefähnrich in das Großherzoglich Mecklenburgische Füsilier-Regiment „Kaiser Wilhelm“ Nr. 90 in Rostock ein und wurde am 15. Januar 1874 zum Sekondeleutnant befördert. Er war wegen Exzessen und Duellen als „toller Wissmann“ bekannt und musste wegen eines Pistolenduells eine viermonatige Haftstrafe abbüßen. In Rostock lernte er den Afrikareisenden Paul Pogge kennen.

## Expeditionen in Zentralafrika

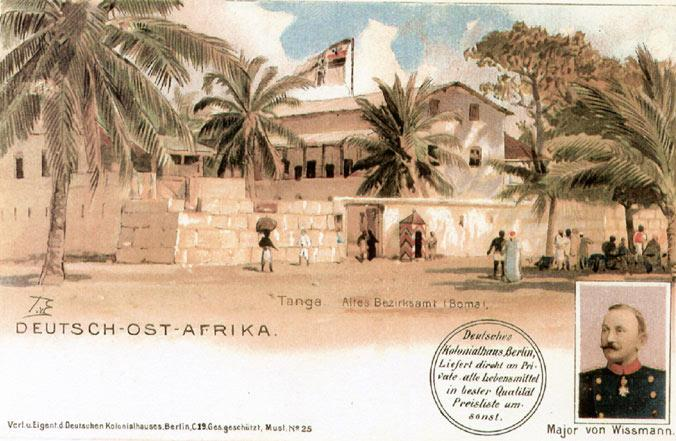
Postkarte von Tanga mit dem Porträt von Major Hermann von Wissmann

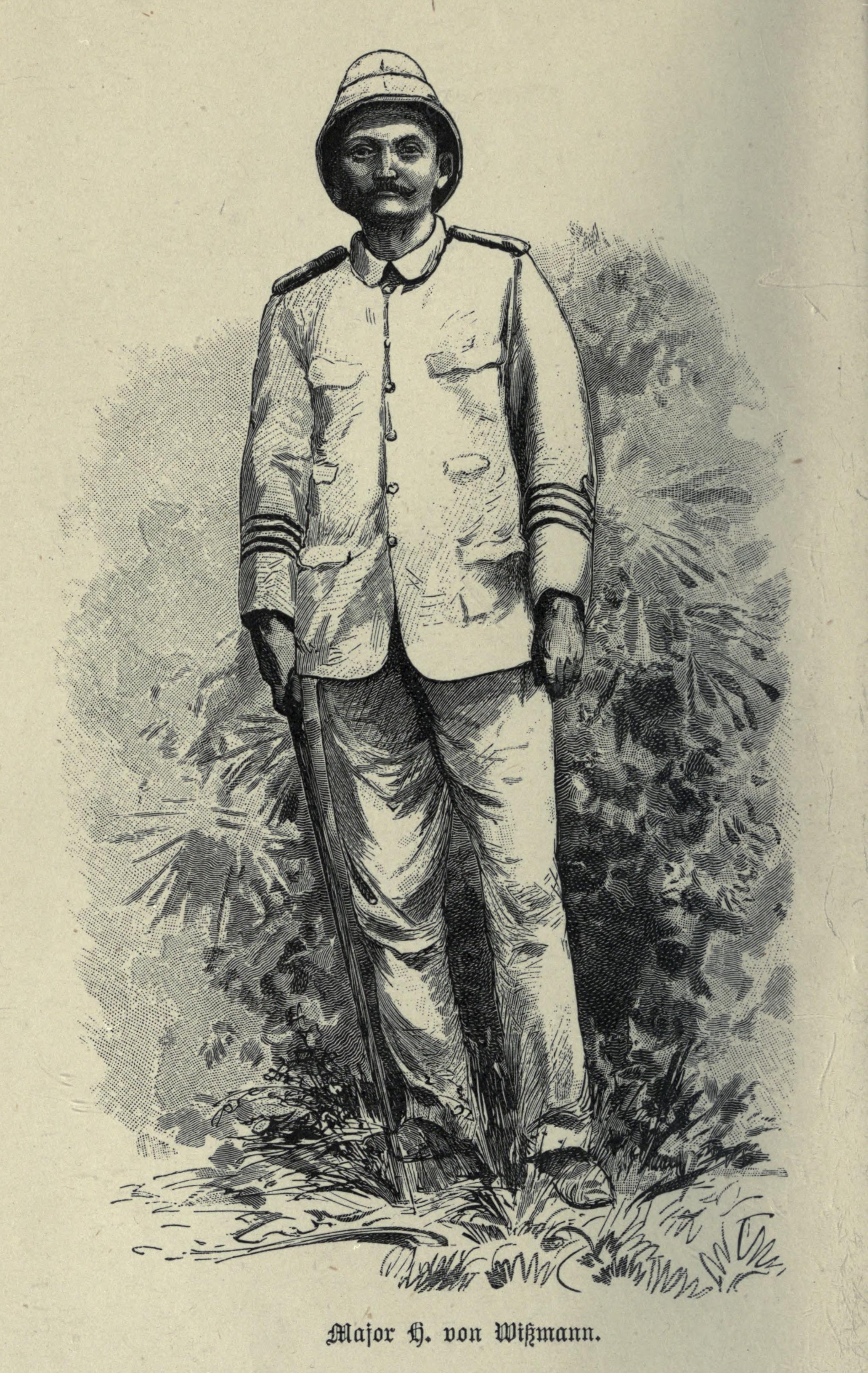
Major von Wissmann, 1891

Als Reisender im Auftrag geographischer Gesellschaften und europäischer Machthaber war Wissmann beteiligt an der europäischen Kartierung Zentralafrikas im unmittelbaren Vorfeld sowie während des Wettlaufs um Afrika.
Die explorative Afrikageographie erlebte seit der zweiten Hälfte des 19. Jahrhunderts einen gesamteuropäischen Aufschwung. Nicht nur in Deutschland kam es zur Gründung neuer Afrikanischer Gesellschaften, die eine wachsende Zahl von Expeditionen förderten.
Zur selben Zeit wuchs in Europa das wirtschaftliche Interesse an Afrika. Während der Großen Depression von 1873–1896 verbreitete sich zunehmend die Vorstellung, mit dem Zugang zu neuen Märkten und Konsumenten im afrikanischen Landesinneren könnten die europäischen Nationalökonomien ihre Krisen überwinden. Die Publikationen von Forschungsreisenden lieferten in diesem Kontext topographische, wirtschaftliche und politische Informationen, die Einfluss auf die Wahrnehmung ökonomischer Potenziale in Afrika hatten.
Die Kontrolle des Handels mit dem Kongobecken – das Gebiet, in dem Wissmann vornehmlich reiste – wurde ab Ende der 1870er Jahre zu einem der vielen Schauplätze des Wettlaufs um Afrika.

### Pogge/Wissmann-Expedition (1880–1883)
Wissmann begleitete Paul Pogge auf dessen zweiter Expedition nach Zentralafrika. Sie wurde von der 1873 in Berlin gegründeten „Deutschen Gesellschaft zur Erforschung Äquatorial-Afrikas“ finanziert, einer der „Afrikanischen Gesellschaften“ der Internationalen Afrika Assoziation.
Die Expedition nahm 1881 ihren Ausgang in der portugiesischen Kolonialstadt Luanda in Angola. Ziel war das Erreichen des Kongobeckens sowie die Durchquerung des Kontinents von West nach Ost. Dies war Europäern aufgrund bestehender Handels- und Machtstrukturen zuvor nicht gelungen. Vor der Errichtung territorialer Kolonialreiche beschränkte sich die europäische Präsenz in Afrika in erster Linie auf Küstenorte. Europäische Händler waren daran interessiert, afrikanische und arabische Mittelsmänner auszuschalten, da deren Einfluss ihr Handelsvolumen beschränkte. Die afrikanischen Händler sahen ihre etablierten Handelsstrukturen durch europäische Expeditionen bedroht und hatten bis dahin erfolgreich „früheren Karawanen von der Westküste den Zugang zum Innern des Kongobeckens versperrt“.
Der Anthropologe Johannes Fabian argumentiert, dass es das zunächst gute Verhältnis zu den Bena Riamba war, das Wissmann und Pogge ermöglichte, den Kontinent in diesem konfliktreichen Kontext zu durchqueren. Die Expedition gelangte über Malanje nach Kimbundo und nach Überschreitung des Kasai in das Gebiet der Tuschilange am Lulua. Von dort kamen sie zum Mukambasee, dessen wahre Ausdehnung bestimmt wurde, dann zu den Bassonge (Bassongo), passierten den Sankuru (Lubilasch) und setzten nach Erreichen des angeschwollenen Luubu die Reise in Booten zum Lualaba fort. In Nyangwe trennten sich die Forscher: nachdem Pogge an die Westküste zurückkehrte, übernahm Wissmann die Leitung der Expedition. Wissmann reiste weiter ostwärts und erreichte in Begleitung des Sklavenhändlers Tippu-Tip die Ostküste Afrikas am 15. November bei Saadani.
Zeitgleich mit der Wissmann/Pogge Expedition reiste Henry Morton Stanley den Kongo hinauf, um im Auftrag Leopolds II. ein informelles belgisches Empire in Zentralafrika vorzubereiten. Brazza schloss in Eigenregie einen Vertrag mit den Teke, der, falls ratifiziert, drohte, Leopolds Stationen im Inland zu isolieren. Um einer Kontrolle des Kongo-Handels durch Frankreich entgegenzuwirken, nahm Großbritannien 1882 Gespräche mit Portugal auf, welches mit britischer Hilfe die Kongomündung kontrollieren könnte. Der europäische Wettlauf um die informelle Kontrolle des Kongo war nun in vollem Gang.

### Kongo-Expedition im Auftrag Leopolds II. (1883–1885)
1883 nahm Wissmann – anscheinend vermittelt durch den Kronprinzen Friedrich III. – einen Auftrag von Leopold II. an, eine Forschungsreise in die Kasai-Region im südlichen Kongobecken zu unternehmen. Sein Auftrag lautete, das Gebiet der Kasaiflüsse nach Ressourcen, Arbeitskräften, Handelsrouten, Wasserstraßen und möglichen Bündnispartnern zu durchforschen. Er stellte die verfallene Station Lu-buku wieder her und gründete die Station Luluaburg, die später zu einem strategischen Posten für den Kongo-Freistaat wurde.
Während der Expedition fand in Berlin die Kongokonferenz statt. Der umstrittene Zugang zum Kongobecken und die Errichtung des Kongo-Freistaates waren zentraler Teil der Verhandlungen.

### Zweite Expedition im Kongo-Freistaat (1886–1887)
Nachdem Wissmann den Winter 1885/1886 zur Erholung in Madeira verbracht hatte, trat er an Friedrich III. mit der Frage heran, ob er in den Dienste der mittlerweile errichteten deutschen Kolonien in Afrika treten könne. Ihm wurde stattdessen geraten, sein letztes ausstehendes Dienstjahr für Leopold anzutreten. So reiste Wissmann 1886 erneut in den Süden des mittlerweile errichteten Kongo-Freistaates, nun mit einem militärischen Auftrag. Wissmanns Truppe, mit Geschütz, 500 Gewehren und 320 Trägern ausgestattet, macht sich an die kriegerische Eroberung des Gebiets. Sie zwang die einheimische Bevölkerung zur Unterwerfung, indem sie am frühen Morgen Überraschungsangriffe startete, Befestigungen sprengte, Dörfer vernichtete und plünderte. Flohen die Menschen, nutzten die Soldaten die Gelegenheit, alles mitzunehmen, was wertvoll erschien. Die Einheimischen wurden vom Trinkwasser abgeschnitten, ihre Ernten und Felder vernichtet. Einzelne Führungspersonen, die zur Kollaboration bereit waren, wurden zu hochrangigen Autoritäten aufgebaut, kriegerische Konflikte mit Konkurrenten geschürt. Personen, die nicht „irgendwie auszunutzen“ waren oder gar Widerstand leisteten, wurden ermordet. Schließlich werden Stationen als Stützpunkte der Kolonialmacht eingerichtet. 1887 zwangen gesundheitliche Probleme Wissmann zur Rückkehr nach Europa.

## Befehlshaber der „Wissmann-Truppe“ 1888
Die Deutsch-Ostafrikanische Gesellschaft (DOAG), der die Entwicklung der Deutschen Kolonie Ostafrika übertragen worden war, und die Anspruch auf die ganze ostafrikanische Küste erhob, musste sich im Spätsommer 1888 angesichts des Widerstands der Küstenbevölkerung unter Buschiri bin Salim auf die Hafenstädte Bagamoyo und Daressalam zurückziehen. Kriegsschiffe beschossen die Küste, richteten aber wenig aus. Die Erhaltung der Kolonie und der Ruf des deutschen Reichs standen auf dem Spiel. Bismarck setzte auf eine Landstreitmacht in Form einer Privatarmee, für deren Aktionen er nicht direkt verantwortlich gemacht werden konnte. Die Truppe brauchte trotzdem staatliche Unterstützung. Damit der Reichstag das Budget dafür bewilligte, begründete Bismarck die Rückeroberung der ostafrikanischen Küste nicht nur mit der „Verteidigung der deutschen Interessen“, sondern insbesondere auch mit der „Bekämpfung des Sklavenhandels“. Damit kam er insbesondere den Zentrums-Abgeordneten entgegen, die sich der christlichen Antisklavereibewegung verpflichtet sahen. Bismarck berief Wissmann zum Reichskommissar und betraute ihn mit der militärischen Niederschlagung. Die Anweisung hieß: „Siegen Sie!“ Bei der Umsetzung hatte er freie Hand.
Die aus deutschen Offizieren und afrikanischen Söldnern zusammengestellte „Wissmann-Truppe“ war die erste deutsche Kolonialtruppe, die einen Landkrieg in Afrika führte. In Kairo wurden 600 sogenannte „Sudanesen“ angeworben, die bereits der britischen Kolonialmacht gedient haben, hinzu kamen Söldner aus dem ost- und südostafrikanischen Küstengebiet. Waffen und Munition wurden den Beständen der kaiserlichen Truppen entnommen. Die Wissmanntruppe ging mit den im Kongo bewährten Mitteln gegen die gut organisierten Widerstandszentren vor und war mit ihren überlegenen Waffen und ihrem brutalen Vorgehen bald erfolgreich. Mit dem neuen Maxim-Maschinengewehr mit einer Schussfolge von etwa 500 Schuss pro Minute wurden Massaker verübt.  Eroberte Ortschaften ließ Wissmann plündern, in Brand stecken und die Felder verwüsten. So wurden die Einheimischen in längerfristige Abhängigkeiten gezwungen. Die Strategie war: Wer sich unterwirft, wird in Dienst genommen. Wer sich nicht nützlich machen will, wird ermordet. Gefangene wurden mitgenommen, zur Erpressung eingesetzt oder zu Träger- und Hilfsdiensten bzw. persönlichen und vermutlich auch sexuellen Dienstleistungen gezwungen. Die Truppe drang auch mehrfach ins Hinterland ein, was laut Bismarcks Auftrag nicht vorgesehen, militärisch aber notwendig war. 1890 war die gesamte Küste des beanspruchten „Deutsch-Ostafrika“ wieder unter deutsche Herrschaft gestellt. Wissmann wurde nach Deutschland zurückbeordert. Er hatte seinen Auftrag bereits (über-)erfüllt und es gab begründete Zweifel daran, dass er sich an Vorgaben der Regierung halten bzw. in Strukturen einbinden lassen würde. Die Kosten des Feldzugs hatten das Budget weit überschritten und waren außer Kontrolle geraten. Die Art der Kriegsführung wurde von einigen Zeitgenossen – u. a. vom linksliberalen Reichstagsabgeordneten Eugen Richter – als grausam kritisiert. Andere Stimmen in Deutschland feierten Wissmann aufgrund seines militärischen Erfolgs. Das Regiment der nun verstaatlichen Truppe wurde Wissmann nicht übertragen. Er wurde jedoch 1890 zum Major befördert und durch Wilhelm II. in den erblichen Adelsstand erhoben.

## Weitere Einsätze außerhalb Deutschlands
Am 1. Mai 1895 wurde Wissmann zum Gouverneur von Deutsch-Ostafrika ernannt, kehrte aber Mitte 1896 krankheitsbedingt nach Deutschland zurück. In seiner Zeit als Gouverneur bereitete er u. a. die Besteuerung der kolonisierten Bevölkerung mit einer „Hüttensteuer“ vor, welche Jahre später zu einem Grund für den Maji-Maji-Aufstand wurde.
Nach seinem Ruhestand Ende 1896 wurde er dem Auswärtigem Amt, Abt. IV (Kolonien), zugeteilt und war formal als Berater für den Abteilungsdirektor tätig. Er nahm 1897 an einer Reise nach Sibirien und 1898/99 an einer Reise nach Südafrika teil.

## Privatleben

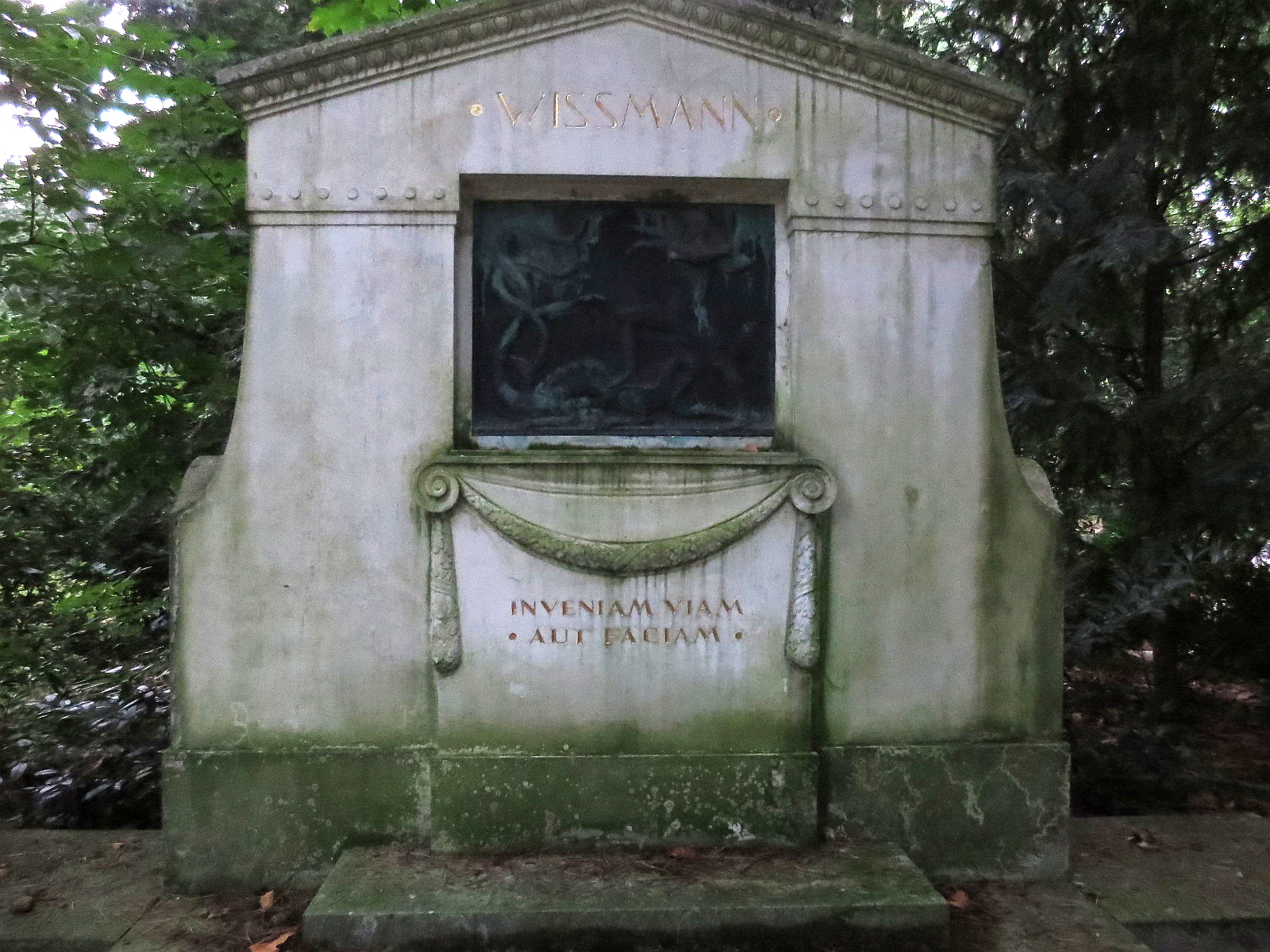
Grab Friedhof Melaten (Köln)

Wissmann heiratete am 20. November 1894 in Köln Hedwig Langen, Tochter des Geheimen Kommerzienrates und Zuckerfabrikanten Eugen Langen. Aus der Ehe stammen neben dem Sohn Hermann, der später ein bekannter Arabienforscher wurde, auch drei Töchter.
Wissmann lebte nach seiner Genesung in Italien und in der Schweiz, Ende 1896 in Berlin. Im Dezember 1896 wurde er auf sein Bitten hin in den einstweiligen Ruhestand versetzt. 1899 zog sich Wissmann auf seinen Landsitz in Weißenbach bei Liezen in der Steiermark zurück, wo er am 15. Juni 1905 im Alter von 51 Jahren durch einen Schuss aus eigenem Gewehr das Leben verlor. Seine Grabstätte befindet sich auf dem Kölner Friedhof Melaten (Flur 60a).

## Rezeption und Gedächtnis

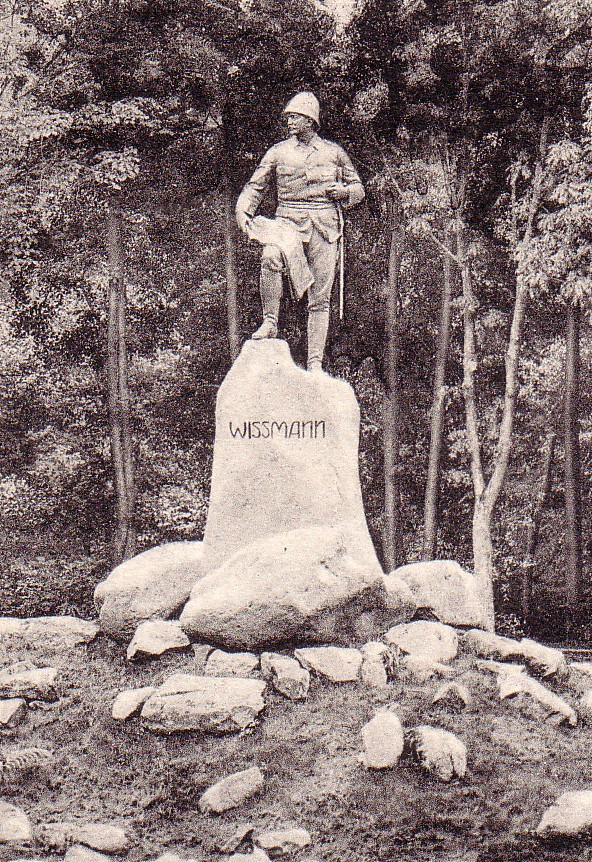
Denkmal für Hermann von Wissmann in Bad Lauterberg, geschaffen von Johannes Götz

Wissmann war Ehrenmitglied des Thüringisch-Sächsischen Vereins für Erdkunde. Denkmäler wurden nach seinem Tod in Weißenbach bei Liezen und Bad Lauterberg im Harz errichtet. Das 1909 in Dar es Salaam errichtete Denkmal wurde 1921 nach Deutschland transportiert und ein Jahr später in Hamburg aufgestellt, wo es als Kultstätte des Kolonialrevisionismus diente. 1945 wurde die Statue bei der Bombardierung vom Sockel gerissen, 1949 wieder aufgestellt. Aktivisten der Studentenbewegung stürzten es 1968.
Somit befindet sich heute das letzte noch stehende Wissmann-Denkmal in Bad Lauterberg – hier gibt es auch eine Wissmannstraße.

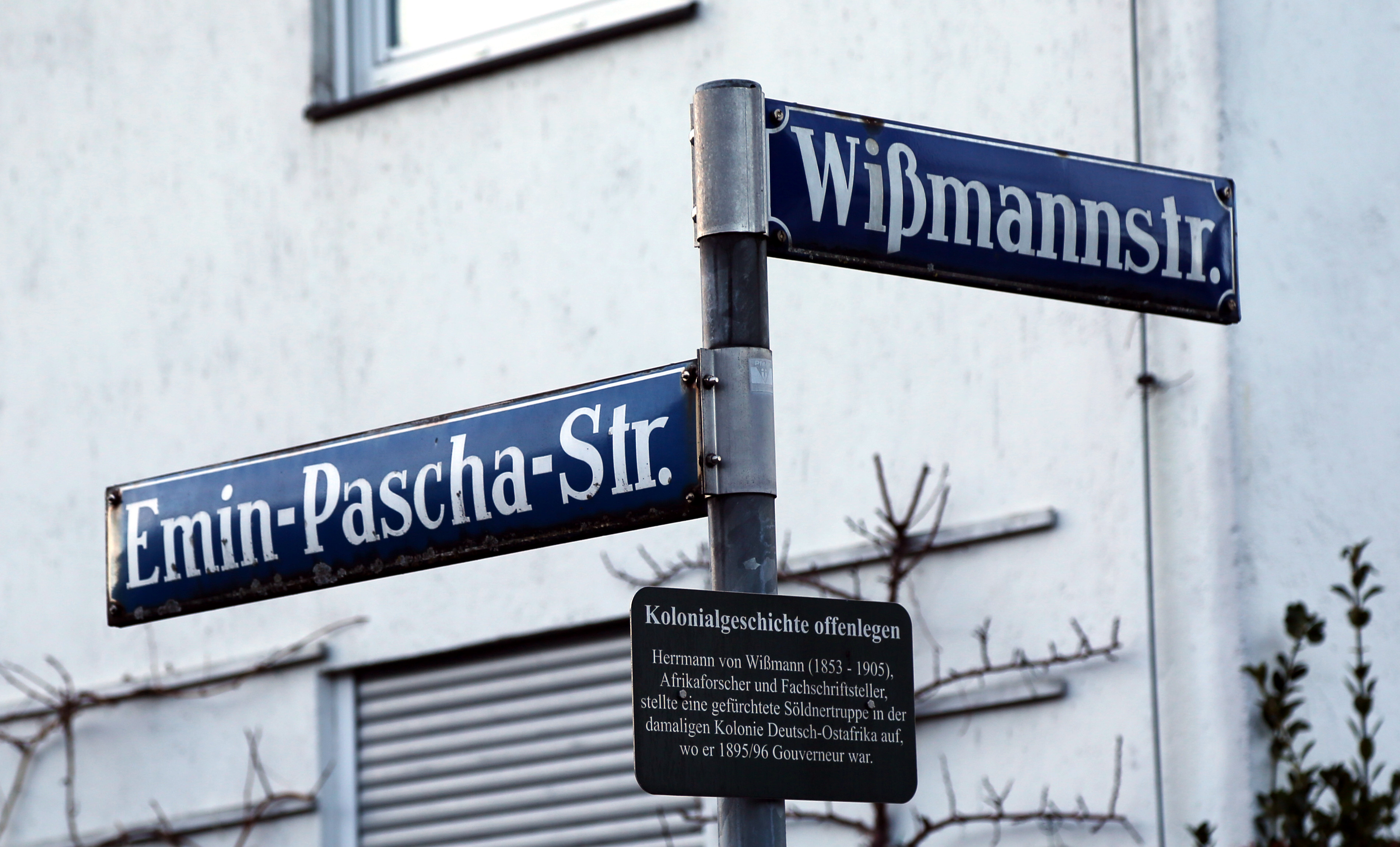
Straßenschild der Wißmannstr. mit der Hinweistafel Kolonialgeschichte offenlegen in der Münchener Kolonialsiedlung (Foto von 2017)

In mehr als 20 Städten, u. a. in Berlin, Hamburg, Düsseldorf, Kassel, Köln und München, gibt oder gab es Straßen, die nach ihm benannt wurden. Einige dieser Straßen wurden schon zu seinen Lebzeiten, einige nach seinem Tode und viele erst in den 1920er Jahren und während der Zeit des Nationalsozialismus benannt.
Der NS-Studentenbund stellte an der Universität Hamburg eine Kameradschaft Hermann von Wissmann auf (vormalige Landsmannschaft Hammonia).
Inzwischen erhielten in etlichen Orten in Deutschland nach Wissmann benannte Straßen neue Namen oder wurden umgewidmet. Als Grund wird angegeben, dass im Zuge der Kolonialisierung Afrikas schwere Verbrechen begangen wurden und die dafür verantwortlichen Verbrecher nicht weiter posthum durch Straßennamen geehrt werden sollen.
- Die Wißmannstraße in Bochum-Ehrenfeld wurde im Mai 1998 nach einer mehrjährigen Debatte in Dr.-Moritz-David-Straße umbenannt, nach dem langjährigen Rabbiner der Bochumer jüdischen Gemeinde.
- Die Wissmannstraße in Hannover wurde am 18. März 2009 vom Bezirksrat Südstadt-Bult einstimmig umgewidmet.[30]
- Am 18. Mai 2009 erhielt die Wissmannstraße in Stuttgart-Stammheim die Bezeichnung Wolle-Kriwanek-Straße.
- Die Wissmannstraße in Berlin-Neukölln bekam auf Beschluss der Neuköllner Bezirksverordnetenversammlung am 23. April 2021 den Namen Lucy-Lameck-Straße nach der tansanischen Politikerin Lucy Lameck.[31]
- Die Wissmannstraße in Berlin-Grunewald ist zum 26. Februar 2022 nach einem im Nationalsozialismus verfolgten jüdischen Ehepaar in Baraschstraße umbenannt worden.[32][33]
- Für die Wissmannstraße in Köln-Ehrenfeld wird auf der Grundlage eines Gutachtens der Afrikanistin Marianne Bechhaus-Gerst für die Stadt Köln, das Wissmann „extensive koloniale Gewalt“ und „rassistisches Verhalten“ bescheinigte, im Jahr 2023 ein Beschluss zur Umbenennung vorbereitet.[34] Zu Köln hatte Wissmann durch seine Ehe mit Hedwig Langen, Tochter des Kölner Zuckerfabrikanten Eugen Langen, eine engere Beziehung.[34]
- Die Wissmannstraße in Düsseldorf wurde am 19. Mai 2024 in die Hermann-Smeets-Straße umbenannt.[35]

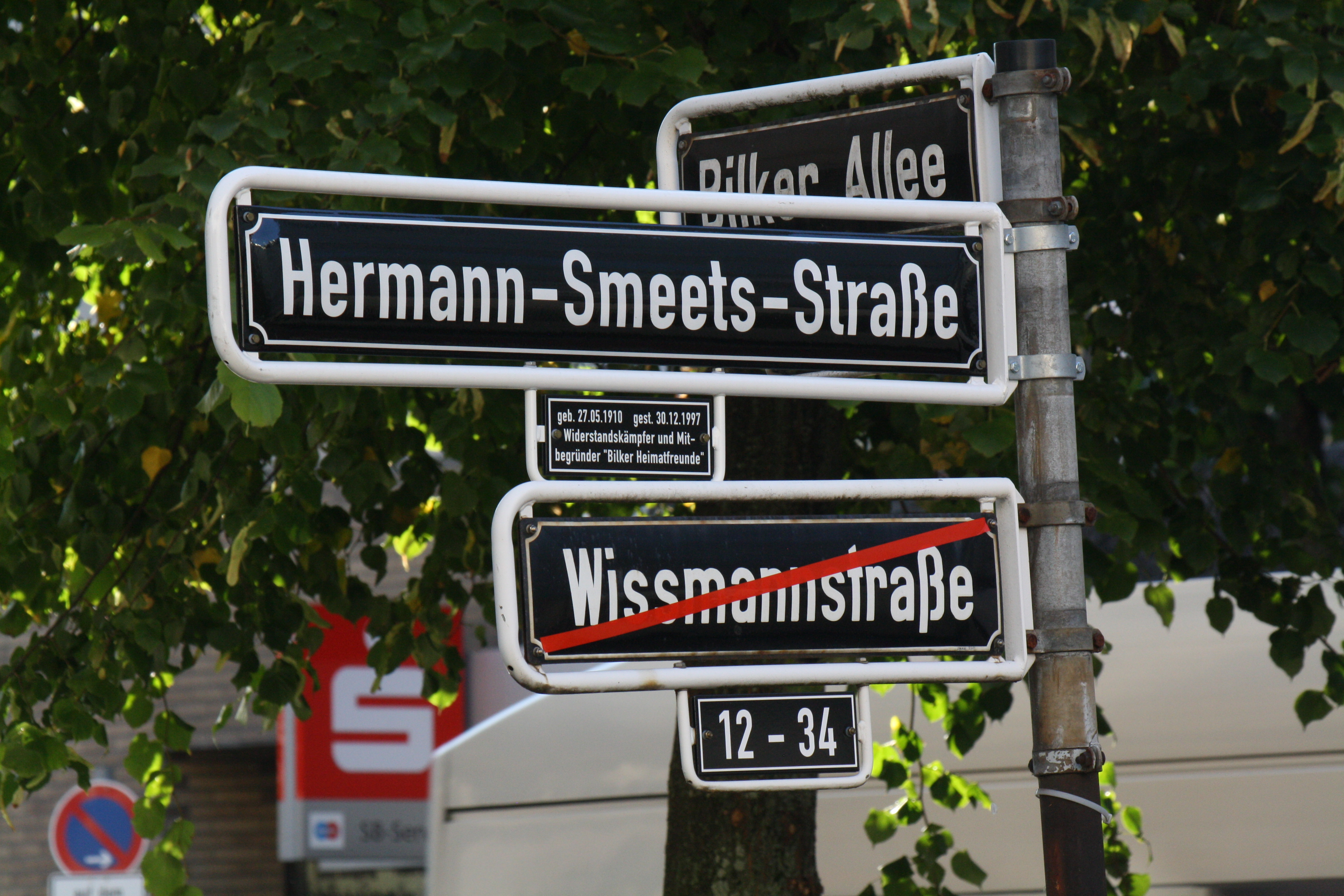
Umbenennung der Wissmannstraße in Hermann-Smeets-Straße in Düsseldorf

In anderen Städten wird der Straßenname durch das Anbringen von Informationsschildern kontextualisiert, so zum Beispiel in München und Cuxhaven.

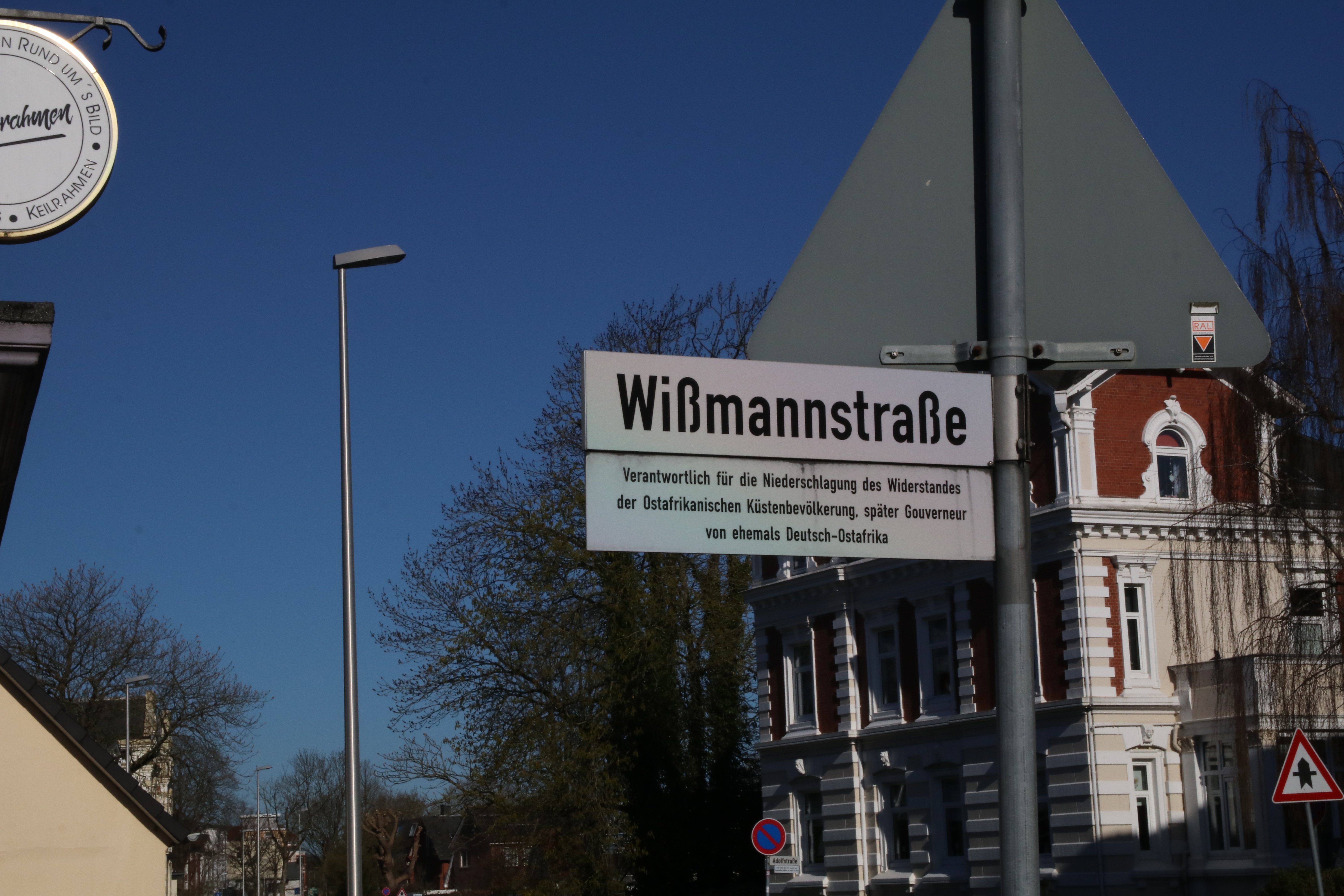
Wißmannstraße in Cuxhaven. Zusatzschild mit Erklärung des Straßennamens.

Zum Kolonialgedenkjahr 1934 brachte die Deutsche Reichspost eine Briefmarkenserie mit den Porträts bekannter Personen der deutschen Kolonialgeschichte heraus. Neben von Wissmann wurde in der gleichen Serie auch der umstrittenere Carl Peters geehrt.
Zeitgenössische Biografen sahen ihn als „Deutschlands größten Afrikaner“, laut Joachim Zeller war er „die in der damaligen öffentlichen Meinung weitgehend unumstrittene und sogar über die kolonialen Kreise hinaus populäre Figur“, für Thomas Morlang hingegen war er ein „äußerst umstrittene[r] Kolonialheld“. Gisela Graichen und Horst Gründer bescheinigen ihm, dass er „sehr wohl einen emotionalen Bezug zu den Einheimischen besaß“, und Mubabinge Bilolo aus der DR Kongo lobte ihn in seiner Rede beim 100. Todestag gar als einen „großen Afrikaner“.
Wegen seiner grausamen Strafexpeditionen stellte Spiegel Online ihn in eine Reihe mit anderen Kolonialverbrechern wie Lothar von Trotha, Carl Peters und Hans Dominik. Auch wird er als „Hauptakteur“ „eines der schlimmsten Verbrechen der deutschen Kolonialgeschichte“ bezeichnet, dem Schätzungen zufolge 300.000 tansanische (und 16 deutsche) Menschen zum Opfer fielen. Bilolo lehnt diese Kritik als Übelrede ab und weist auf einen klaren Datierungsfehler hin: Der Maji-Maji-Aufstand begann am 20. Juli 1905 und dauerte bis 1907/1908, Wissmann war aber schon 1896 von Afrika nach Deutschland zurückgereist und am 15. Juni 1905 verstorben.
Dies widerlegt zwar einen Zusammenhang zum Maji-Maji-Aufstand, jedoch nicht seine Rolle in der Niederschlagung des Aufstands der Wahehe (1891–1899). Die ersten Jahre des Aufstandes war Wissmann noch für die Niederschlagung verantwortlich. Dabei kam es zu „massenhaft Exekutionen, denen manchmal auch Hermann von Wissmann […] beiwohnte.“ Dadurch sowie durch „eine Hungersnot nach Kriegsende, verursacht durch Plünderungen der Schutztruppe und eine von den Europäern eingeschleppte Rinderpest“ sollen rund 700.000 Menschen ihr Leben verloren haben.
Die Sklaverei haben weder Wissmann noch andere Verantwortliche in der deutschen Kolonie bekämpft. Um 1900 sollen in Deutsch-Ostafrika noch 400.000 Menschen und damit 10 % der Bevölkerung versklavt gewesen sein.

## Werke
- Im Innern Afrikas. Die Erforschung des Kassai während der Jahre 1883, 1884 und 1885. Verlag F. A. Brockhaus, Leipzig 1888 (Herausgeberschaft mit Ludwig Wolf, Curt von François, Hans Mueller). (Google Books)
- Unter deutscher Flagge quer durch Afrika von West nach Ost. Von 1880 bis 1883 ausgeführt von Paul Pogge und Hermann Wissmann, Berlin 1888 (zahlreiche Neuauflagen). (Digitalisat)
- Meine zweite Durchquerung Äquatorial-Afrikas vom Congo zum Zambesi während der Jahre 1886 und 1887, Frankfurt an der Oder 1890, Reprint: Salzwasser Verlag, ISBN 978-3-86444-509-5, Paderborn, 2012
- Afrika. Schilderungen und Rathschläge zur Vorbereitung für den Aufenthalt und Dienst in den Deutschen Schutzgebieten, Berlin (Ernst Siegfried Mittler und Sohn) 1895 (Sonderdruck aus dem Militär-Wochenblatt 1894), 2. unveränderte Aufl. 1903.
- In den Wildnissen Afrikas und Asiens. Jagderlebnisse von Hermann von Wissmann, Berlin 1901. (Digitalisat und Volltext im Deutschen Textarchiv)

## Ehrungen, Preise und Auszeichnungen
- Wissmann-Denkmal (Hamburg)
- 1883: Carl-Ritter-Medaille
- Wissmann-Denkmal (Bad Lauterberg)